# Иерихон (ракета)
«Иерихо́н» (ивр. יְרִיחוֹ‎ — «Йерихо́») — семейство израильских баллистических ракет, в которое входят оперативно-тактические ракеты, ракеты средней дальности и, возможно, межконтинентальные баллистические ракеты. Данные ракеты могут нести головную часть в ядерном снаряжении, или же осколочно-фугасным зарядом. Программа разработки была начата в 1970-х годах. «Иерихоны» развернуты на военной базе Сдот-Миха близ населённых пунктов Захария и Сдот-Миха.

## «Иерихон-1»
Построена в конце 1971 года. Габариты — 13,4 м в длину, 0,8 м в диаметре; вес — 6,7 тонны. По оценкам специалистов, может нести полезную нагрузку около 1100 кг с дальностью пуска 500 км. Разработана и серийно выпускалась в Израиле концерном IAI. Построено порядка 100 единиц.

## «Иерихон-2»
Создана в середине 1980-х годов как развитие ракет «Иерихон-1». Стартовый вес — 26 тонн, имеет две ступени. Дальность — от 1500 км в зависимости от модификации. Габариты — 14.0 м в длину, 1.56 м в диаметре.

## «Иерихон-3»
«Иерихон-3» является развитием ракеты «Иерихон-2», её разработка была завершена в 2005 году. «Иерихон-3» является трехступенчатой баллистической ракетой с головной частью массой до одной тонны, способной доставить ядерную боеголовку на дальность 2000—4800 км.
Однако, отсутствие достоверных данных и высокая степень секретности проводимых Израилем работ привели к тому, что в средствах массовой информации тактико-технические характеристики ракеты оцениваются в весьма широких пределах, создавая путаницу. Так, некоторые иностранные источники оценивают максимальную дальность «Иерихона-3» в 6500 км и даже до 11 500 км, то есть как межконтинентальную; сообщается о возможности установки разделяющейся головной части с 2—3 боевыми блоками, возможном использовании мобильной пусковой установки, о возможном наличии в ЦАХАЛ до трёх эскадрилий «Иерихон-3», о возможном наличии ГЧ с радиолокационной головкой самонаведения и т. д. При этом в сообщениях СМИ по результатам испытательного пуска 17 января 2008 года говорится о пуске двухступенчатой ракеты на дальность 4000 км.
Касаясь темы «Иерихона-3», даже израильские СМИ основываются на анонимных источниках минобороны и частично на западных источниках, оставаясь при этом более сдержанными в оценках. Так, комментируя указанную в публикациях Jane’s Weapon Systems возможность пуска ракеты на дальность в диапазоне 4800—11 500 км, делается оговорка о зависимости дальности полёта от массы боевого оснащения. Масса боевого оснащения, которую «Иерихон-3» может забросить на максимальную дальность (то есть 11 500 км), оценивается только в 750 кг, а с массой 350 кг может даже превзойти и этот максимальный радиус.
Согласно официальному докладу, который был представлен в Конгрессе США в 2004 году указана возможность пуска ракеты на дальность в 11500 км при массе боевого оснащения в 1000 кг. По данным зарубежных изданий, Израиль разрабатывает «Иерихон-4», новую модель баллистической ракеты большой дальности. В Висконсинском проекте, который осуществляет контроль над ядерными вооружениями по всему миру, утверждается, что Израиль завершил создание 4800-километровой баллистической ракеты «Иерихон-3». В докладе также утверждается, что это трехступенчатая ракета. Как уже упоминалось, Израиль перешел к развитию следующего поколения.
Израиль никогда официально не предоставлял информацию о своих возможностях в области баллистических ракет.

## Операторы
- Израиль — около 24 единиц Иерихон-2, по состоянию на 2018 год[5]